# Хромеріди
Хромеріди (Chromerida) — відділ одноклітинних альвеолят (Alveolata), що існував у 2008—2019 роках. 
Відділ було створено після описання нового виду Chromera velia у 2008 році. У 2012 році описано ще один вид Vitrella brassicaformis. Обидва види виявлені серед коралів австралійських рифів, однак дані метагеноміки свідчать про ймовірне значне поширення вільноживучих видів хромерід.
2019 року види перекласифіковано до клади Colpodellida.